# Lastaurina travassosi
Lastaurina travassosi är en tvåvingeart som beskrevs av Carrera 1949. Lastaurina travassosi ingår i släktet Lastaurina och familjen rovflugor. Inga underarter finns listade i Catalogue of Life.